# Atletiek op de Paralympische Zomerspelen 2024 - 1500 m mannen T38
De 1500 meter voor mannen klasse T38 op de Paralympische Zomerspelen 2024 vond plaats op 3 september in het Stade de France. Deze klasse is voor atleten met cerebrale parese Deze atleten hebben de lichtste vorm van beperking veroorzaakt door cerebrale parese, vaak slechts in één ledemaat, welke geen invloed heeft op het vermogen om te lopen, wandelen of springen, maar wel op de prestaties. T38 atleten kunnen last hebben van kleine coördinatieproblemen. Dit is een gecombineerde klasse met T37. De winnaar van 2020 was Nathan Riech uit Canada. Hij werd in 2024 opgevolgd door de Tunesiër Amen Allah Tissaoui. Nathan Riech behaalde het zilver en de bronzen medaille was voor de Australiër Reece Langdon.

## Records
Voorafgaand aan het toernooi waren dit de wereldrecords en Paralympische records.
| Wereldrecord        | T37 | Tunesië Amen Allah Tissaoui | 3:58.31 | Kobe     | 25 mei 2024      |
| Paralympisch record | T37 | Canada Liam Stanley         | 4:06.95 | Tokio    | 4 september 2021 |
|                     |     |                             |         |          |                  |
| Wereldrecord        | T38 | Canada Nathan Riech         | 3:47.89 | Portland | 29 mei 2021      |
| Paralympisch record | T38 | Canada Nathan Riech         | 3:58.92 | Tokio    | 4 september 2021 |

## Finale
| Rang   | Kl. | Naam                | Naam | Tijd    | Bijz. |
| ------ | --- | ------------------- | ---- | ------- | ----- |
| Goud   | T37 | Amen Allah Tissaoui | TUN  | 4:12.91 | R8.1  |
| Zilver | T38 | Nate Riech          | CAN  | 4:13.12 |       |
| Brons  | T38 | Reece Langdon       | AUS  | 4:13.13 |       |
| 4      | T38 | Angus Hincksman     | AUS  | 4:14.14 |       |
| 5      | T38 | Abdelkrim Krai      | ALG  | 4:16.19 |       |
| 6      | T38 | Leo Merle           | USA  | 4:16.43 |       |
| 7      | T37 | Renaud Clerc        | FRA  | 4:20.40 |       |
| 8      | T38 | Teofilo Freitas     | TLS  | 4:30.10 |       |